# Peciora (fluviu)
Peciora (în rusă Печора; limba komi: Печӧра; limba neneț: Санэроˮ яха) este un fluviu în nordul Rusiei Europene (Republica Komi și Neneția). Are o lungime de 1,809 km. Izvorăște în nordul Munților Ural, curge întâi spre vest, apoi spre nord, din nou spre vest și din nou spre nord și se varsă în Oceanul Arctic. Este navigabil, însă în cea mai mare parte a anului este înghețat.
Bazinul conține mari depozite de cărbune, petrol și gaze naturale.
Cel mai important afluent este Usa.